# Алимов, Максадбек
Максадбек (Максат) Алимов (3 августа 1990) — киргизский футболист, полузащитник и нападающий клуба «Алай». Также играет в мини-футбол за клуб EREM и сборную Кыргызстана.

## Биография
В большом футболе выступал с 2015 года за ошский «Алай». Неоднократный чемпион Кыргызстана (2015, 2016, 2017), серебряный призёр (2018), финалист (2016, 2017, 2018) Кубка Кыргызстана, обладатель Суперкубка страны. В 2016 году занял второе место в споре бомбардиров национального чемпионата (15 голов), в 2017 году был третьим (7 голов). Принимал участие в матчах азиатских клубных турниров.
В мини-футболе играл за ошский «Спорткомитет-SRT», в сезоне 2014/15 стал лучшим бомбардиром с 41 забитым голом за сезон (из них 15 — в «финальной пульке», где также стал лучшим бомбардиром). По итогам сезона 2014/15 признан лучшим игроком чемпионата. Позднее выступал за ошский «EREM», в сезоне 2016/17 стал чемпионом Кыргызстана и был признан лучшим игроком чемпионата. В сезоне 2017/18 стал лучшим бомбардиром предварительного раунда национального чемпионата с 26 голами. Выступал за сборную Кыргызстана по мини-футболу.